# جيوفاني جيرولامو ساتشيري
 جيوفاني جيرولامو ساتشيري  (5 سبتمبر 1667 - 25 أكتوبر 1733) كاهن يسوعي فيلسوف مدرسي ورياضياتي إيطالي.
دخل ساتشري الخدمة اليسوعية عام 1685، رسّم كاهنًا في عام 1694. درس ساتشري الفلسفة في تورينو من عام 1694 حتي عام 1697، وفلسفة اللاهوت والرياضيات في بافيا من عام 1697 وحتى وفاته. درس على يد عالم الرياضيات توماسو سيفا، ونشر العديد من الأعمال بما في ذلك "geometrica Quaesita" عام 1693، و"Logica demonstrativa" عام 1697، و"Neo-statica" عام 1708.
لكنه يعرف اليوم بعمله الأخير الذي نشره في عام 1733 قبل وقت قصير من وفاته، "Euclides ab omni naevo vindicatus" («التحرر من كل الأخطاء الإقليدية»)، والذي ظل مهملاً حتى قام يوجينيو بلترامي بإعادة اكتشافه في منتصف القرن التاسع عشر.
كثير من الأفكار التي طرحها ساتشيري سبقه إليها العالم الفارسي عمر الخيام في القرن الحادي عشر في كتابه «رسالة في شرح ما أشكل من مصادرات كتاب أقليدس»، وهي حقيقة تجاهلتها معظم المصادر الغربية حتى وقت قريب. من غير المعروف ما إذا كان ساتشيري قد وصل ترجمة هذا العمل، أم وضعت أفكاره بشكل مستقل. الآن يشار أحيانًا إلى رباعي أضلاع ساتشيري باسم رباعي أضلاع الخيام-ساتشيري.
كان القصد من العمل في ساتشيري ظاهريًا معارضة أي بدائل لمسلمة توازي إقليدس عن طريق البرهان بنقض الفرض. للقيام بذلك، افترض أن مسلمة موازية خاطئة، وحاول نقضها. ولما كانت مسلمة إقليدس تعادل القاعدة القائلة بأن مجموع الزوايا الداخلية للمثلث تساوي 180°، افترض أن الزوايا تصل إلى أكثر أو أقل من 180°.
الاستنتاج الأول كان مفاده أن الخطوط المستقيمة محددة، مما يتعارض مع مسلمة إقليدس الثانية. لذا رفض ساتشيري الفرض، رغم أن هذا الفرض أصبح اليوم مقبولاً كأساس للهندسة الإهليلجية، التي رفضت كل من المسلمة الثانية والخامسة لإقليدس.
أما الاحتمال الثاني فكان من الصعب دحضه، فلم يكن قادرًا على التوصل إلى نقض منطقي، لذا افترض عددًا من النتائج غير البديهية. على سبيل المثال أن المثلثات لها مساحة قصوى محدودة، وأن هناك وحدة مطلقة للطول. وفي النهاية خلص إلى أن: «الفرضية بأن الزاوية حادة غير صحيح على الإطلاق، لأنه أمر مناف لطبيعة الخطوط المستقيمة». اليوم، نتائجه نظريات في الهندسة الزائدية.
هناك بعض الجدل حول ما إذا كان ساتشيري قد اعتقد بهذا حقًا، كون أن عمله هذا نشر في العام الأخير من حياته، والتي كاد أن يتوصل بها إلى اكتشاف الهندسة اللا إقليدية. ويعتقد البعض أن ساتشيري اختتم أعماله بهذه الطريقة ليتجنب الانتقادات التي قد تأتي من النتائج التي تبدو غير منطقية، والتي أصبحت مبادئ للهندسة الزائدية.

## وصلات خارجية
- جيوفاني جيرولامو ساتشيري على موقع الموسوعة البريطانية (الإنجليزية)

- O'Connor، John J.؛ Robertson، Edmund F.، "جيوفاني جيرولامو ساتشيري"، تاريخ ماكتوتور لأرشيف الرياضيات